# Edu Manga
Edu Manga (* 2. únor 1967), vlastním jménem Eduardo Antônio dos Santos, je bývalý brazilský fotbalista. Přezdívku získal podle bývalého atleta Denyse kvůli svým vlasům. Vynikal rychlostí driblinku a efektivní kličkou.

## Reprezentace
Edu Manga odehrál 10 reprezentačních utkání. S brazilskou reprezentací se zúčastnil Copa América 1987.

## Statistiky
| Brazílie | Brazílie | Brazílie |
| Roky     | Záp.     | Góly     |
| -------- | -------- | -------- |
| 1987     | 2        | 0        |
| 1988     | 3        | 0        |
| 1989     | 5        | 0        |
| Celkem   | 10       | 0        |